# فرودگاه چبوکساری
فرودگاه چبوکساری (به روسی: Чебоксары) فرودگاهی عمومی و دولتی واقع در ۷ کیلومتری جنوب شرق شهر چبوکساری در کشور روسیه است.

## شرکت‌های هواپیمایی و مقصدهای پروازی
| شرکت‌های هواپیمایی | مقصدهای پروازی                               |
| ----------------- | -------------------------------------------- |
| دکستر ایر تاکسی   | اوفا                                         |
| نورداویا          | فصلی: سیمفروپول                              |
| نوردویند ایرلاینز | فصلی: شرمتیوو چارتر فصلی: آنتالیا، سیمفروپول |
| پابیدا            | ونوکووا فصلی: سوچی                           |
| پسکوف‌اویا         | پالکوو                                       |
| روس‌لاین           | پالکوو                                       |
| ساراتوف ایرلاینز  | فصلی: آناپا، سیمفروپول                       |
| یوتی‌ایر اوییشن    | ونوکووا                                      |